# Щипачи (деревня)
Щипачи́ — деревня в городском округе Богданович Свердловской области России.

## Физико-географическая характеристика
Деревня Щипачи расположена на левом берегу реки Большой Калиновки, которая в нынешнее время не судоходна, напротив устья правого притока — реки Полдневой, в 23 километрах на юго-восток от города Богдановича и в 2,5 километрах на юг от Сибирского тракта.
Ближайший населённый пункт — село Волковское.
Часовой пояс
Щипачи, как и вся Свердловская область, находится в часовой зоне МСК+2. Смещение применяемого времени относительно UTC составляет +5:00.
Истинный полдень: около 13 часов по местному времени.

## Население
| 2002 | 2010 |
| ---- | ---- |
| 1    | ↗4   |

Структура
По данным переписи 2010 года, в деревне проживали трое мужчин и одна женщина.

## Известные уроженцы
7 января 1899 года в деревне Щипачи родился поэт Степан Петрович Щипачёв.